# Ammoconia respersa
Ammoconia respersa là một loài bướm đêm trong họ Noctuidae.